# Clay Township (comté de Lafayette, Missouri)
Pour les articles homonymes, voir Clay Township.
Clay Township est un ancien township, situé dans le comté de Lafayette, dans le Missouri, aux États-Unis,.
Le township est fondé en 1825 et baptisé en référence à Henry Clay.

### Articless connexe
- Missouri